# Línea Chōshi Dentetsu
La línea Choshi Dentetsu (銚子電気鉄道線 Chōshi dentetsu-sen?) une la estación de Chōshi con la de Tokawa. Es propiedad de la empresa Chōshi Dentetsu y su recorrido se encuentra en su totalidad en la ciudad de Chōshi, prefectura de Chiba. Sus siglas son CD.

## Historia
Los orígenes de esta línea se remontan a 1913 cuando se inauguró la línea Chōshi-Yūran Tetsudō gracias a la iniciativa ciudadana. Este tramo, que iba de Choshi a Inuboh, contaba con un ancho de vía de 1067 mm. Esta primera línea tendría una corta vida, ya que, en 1917, debido a la falta de rentabilidad económica y al aumento de los precios del hierro por la Primera Guerra Mundial, la línea fue clausurada y los rieles se vendieron para su posterior fundición.
A pesar de este fracaso inicial, en 1923, se refundó la compañía Chōshi Tetsudō, se acondicionó el antiguo trazado y se amplió hasta Tokawa, donde se ubica un puerto pesquero. Durante la Segunda Guerra Mundial sufrió un bombardeo que destruyó la subestación eléctrica y el depósito de trenes, por lo que hasta 1946 el servicio no se reanudó con normalidad.
En la posguerra, en 1948, se fundó la compañía Choshi Dentetsu en sustitución de la antigua Chōshi Tetsudō. En 1984, la JNR dejó de transportar mercancías por la línea. En los años 90, debido a la reducción de pasajeros y a las dificultades económicas que empezaba a afrontar la operadora de la línea, se empezaron a acondicionar los trenes para su uso turístico.Además, para compensar las pérdidas, la empresa comenzó a fabricar y a vender unas galletas llamadas nuresenbei que generaban unos ingresos mayores que los conseguidos por la venta de billetes de transporte.  Por otra parte los servicios diarios ida y vuelta fueron reduciéndose hasta los 19 por día en 2014. Al año siguiente, con el objetivo de recaudar dinero para mantener las operaciones, se decidió poner a la venta los derechos de patrocinio de los nombres de las estaciones.

## Material móvil

### Material empleado en la actualidad
A fecha de marzo de 2024, se encuentran en circulación seis trenes y una locomotora eléctrica.

#### Trenes
- Serie 2000 (2007-Actualidad). Estos trenes fueron adquiridos del stock de la serie 800 de Iyotetsu, que, a su vez, eran originalmente parte de la serie 2000 de Keio.
- Serie 3000 (2016-Actualidad). Estos trenes fueron adquiridos del stock de la serie 700 de Iyotetsu, que, a su vez, eran originalmente parte de la serie 5000 de Keio.
- Serie 22000. (2024-Actualidad) Estos trenes formaban parte de la serie 2200 de Nankai Electric Railway. Fueron remodelados y puestos en funcionamiento en 2024.[6]

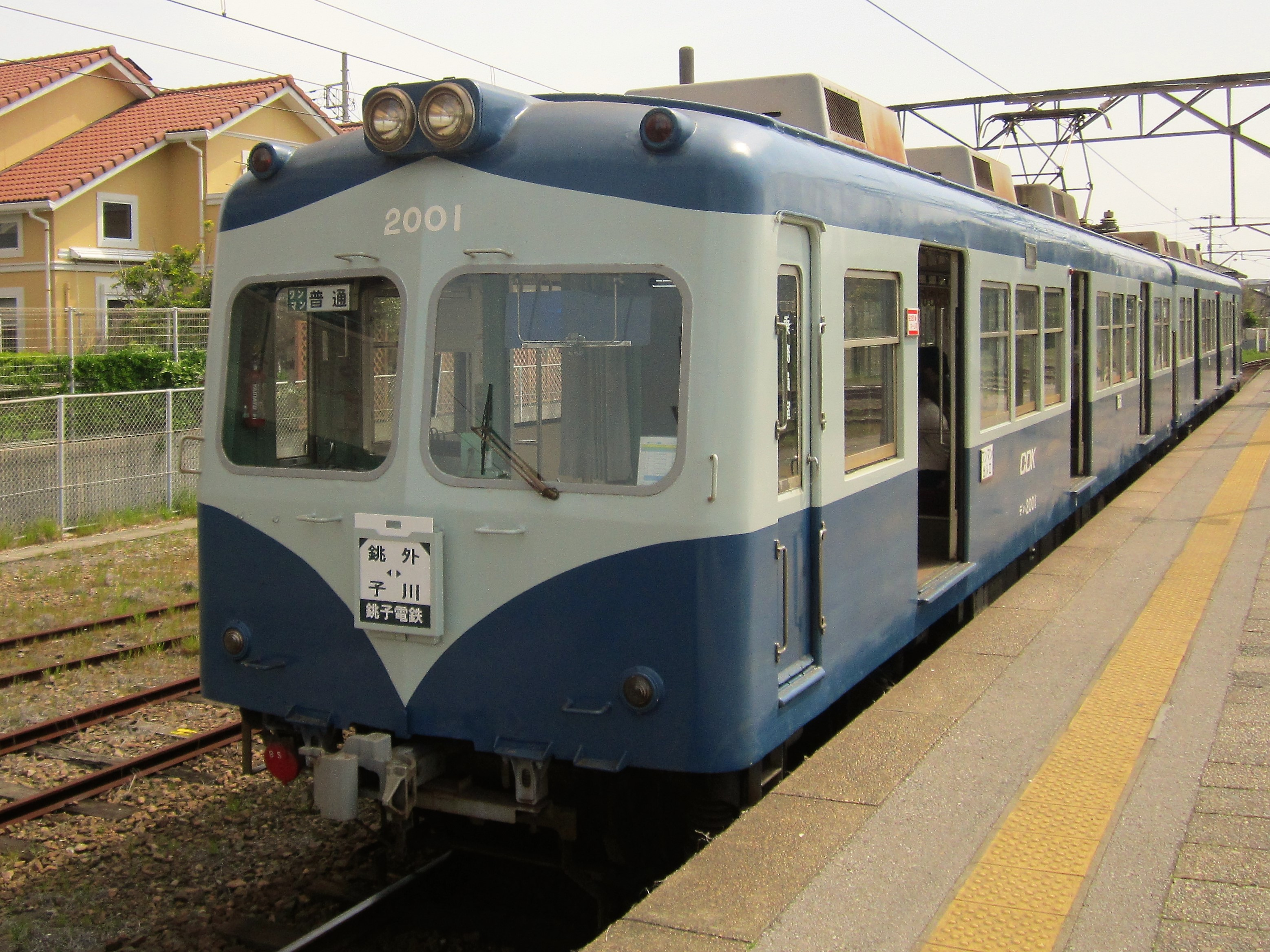
Serie 2000 (Año 2019)
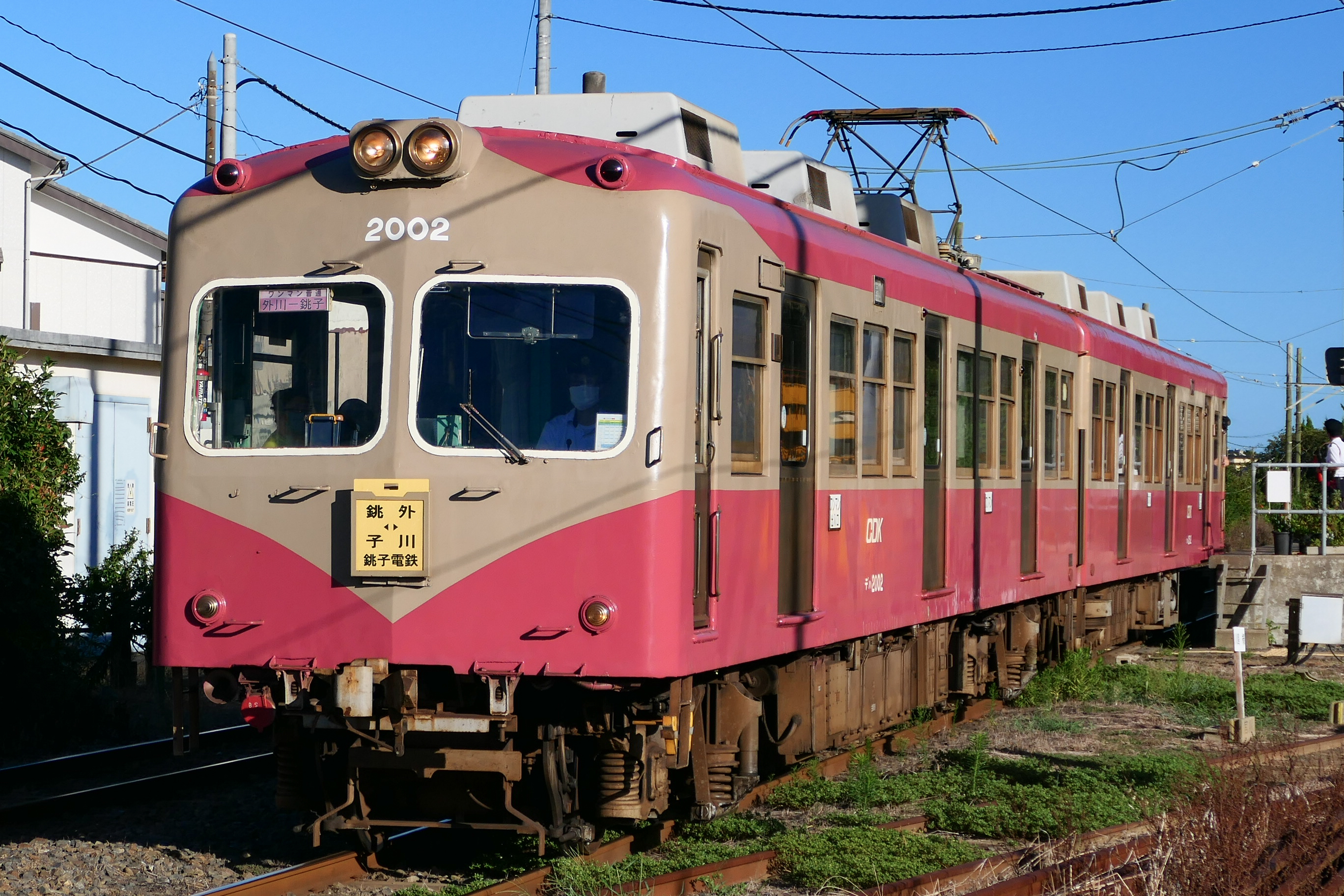
Serie 2000
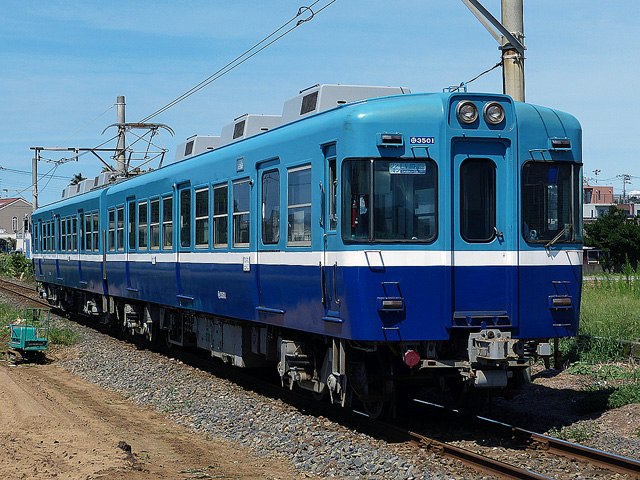
Serie 3000 (Año 2016)
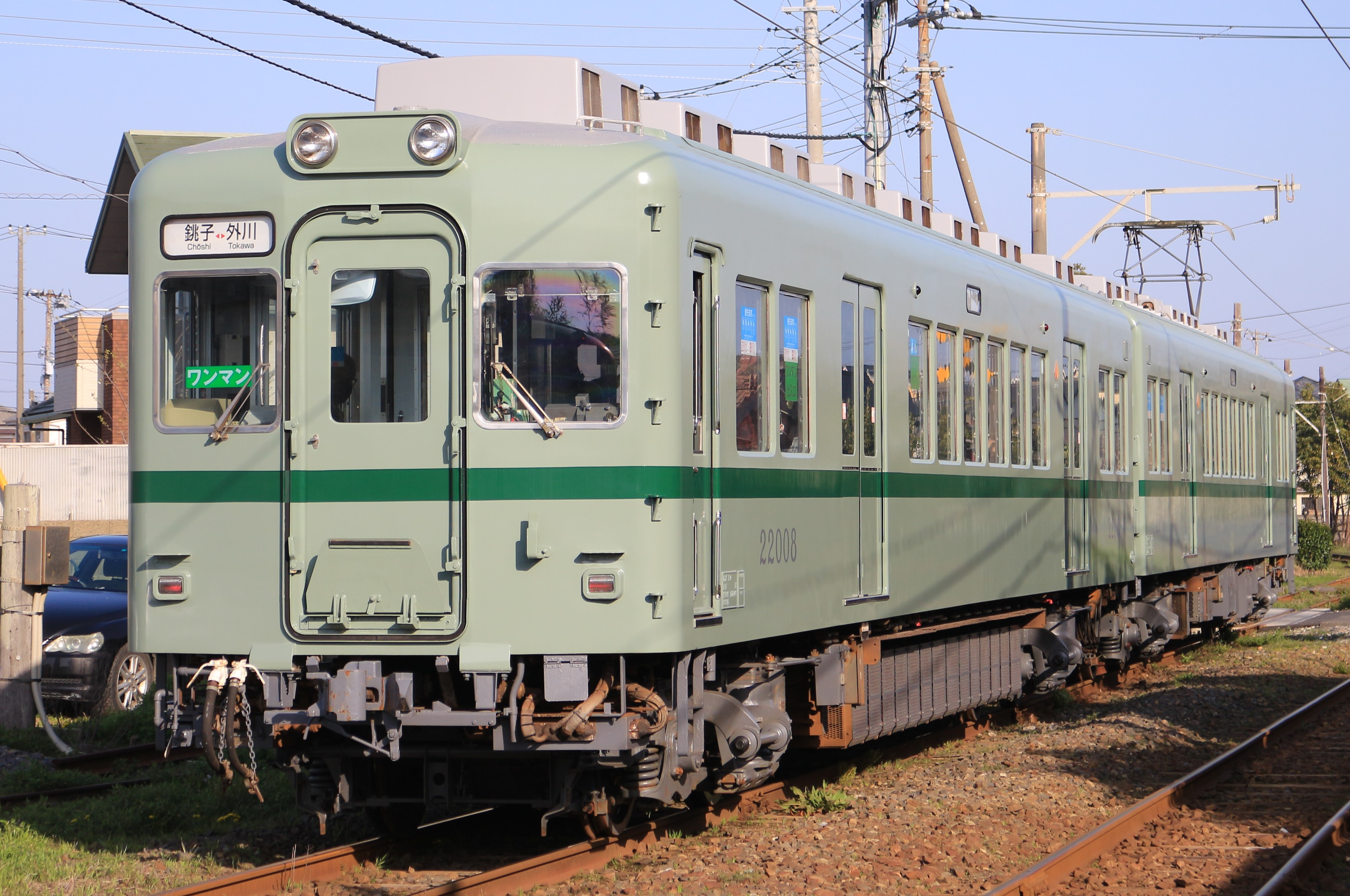
Serie 22000 (Año 2024)

### Material empleado en el pasado

#### Trenes
- Serie 100 (1939-1999)
- Serie 200 (1949-1979)
- Serie 300 (1951-2008)
- Serie 500 (1972-2012)
- Serie 700 (1978-2010)
- Serie 800 (1986-2010)
- Serie 1000 (1994-2016)

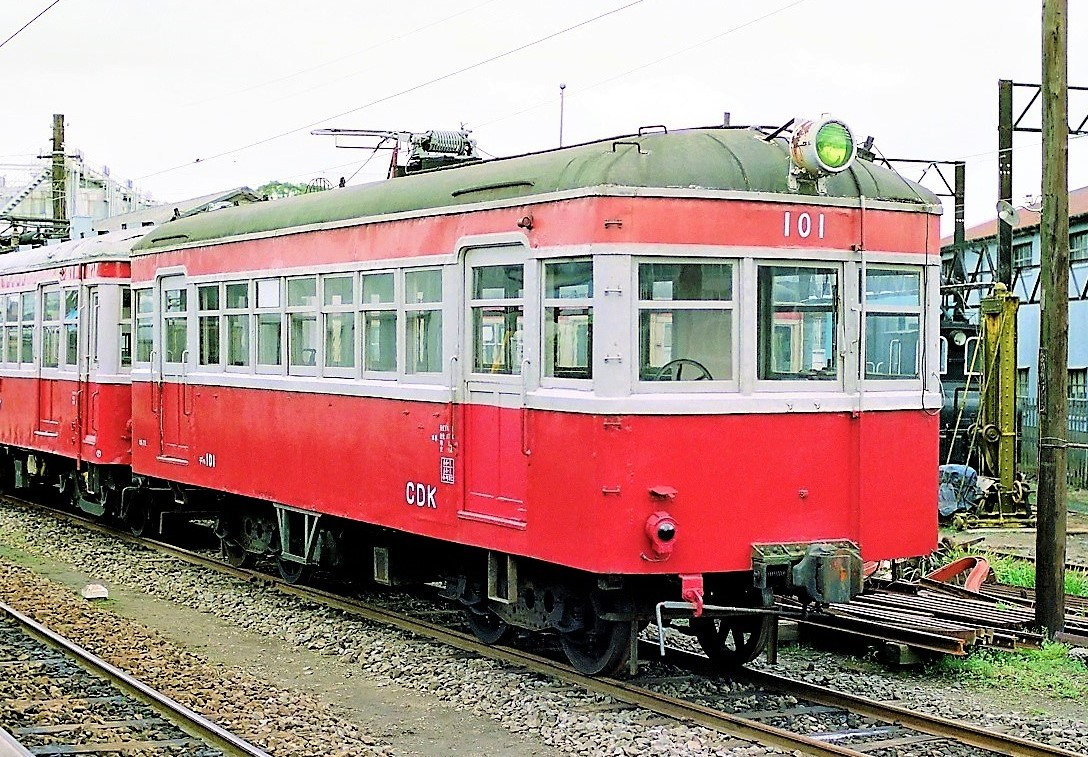
Serie 100 en el depósito
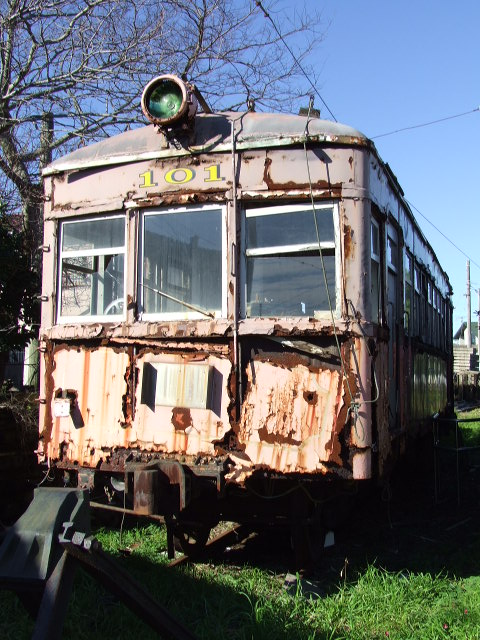
Serie 100 poco antes de su desguace (2006)
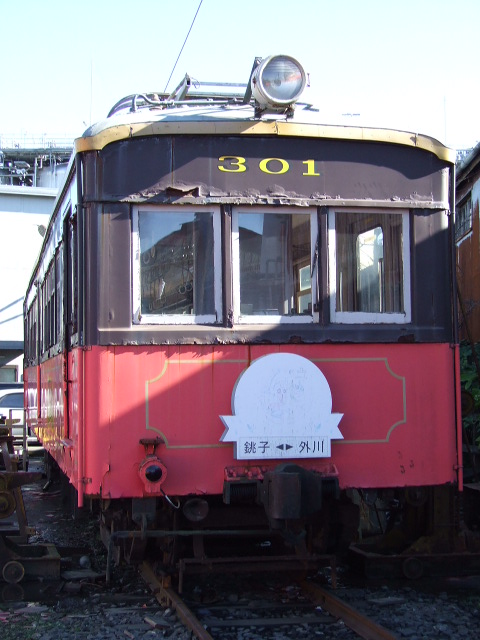
Serie 300 (2006)
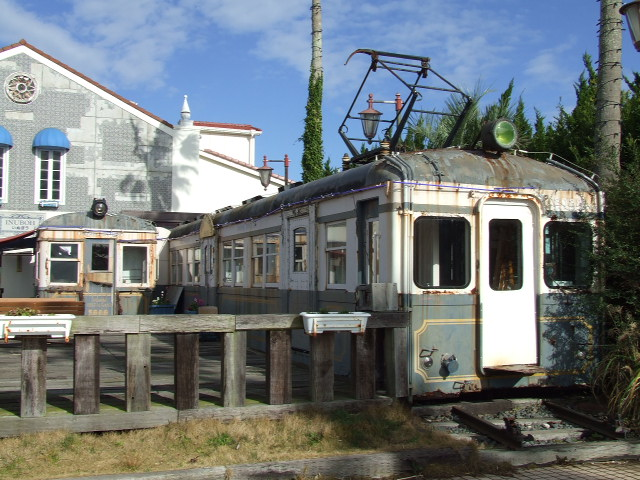
Serie 500 (2006)
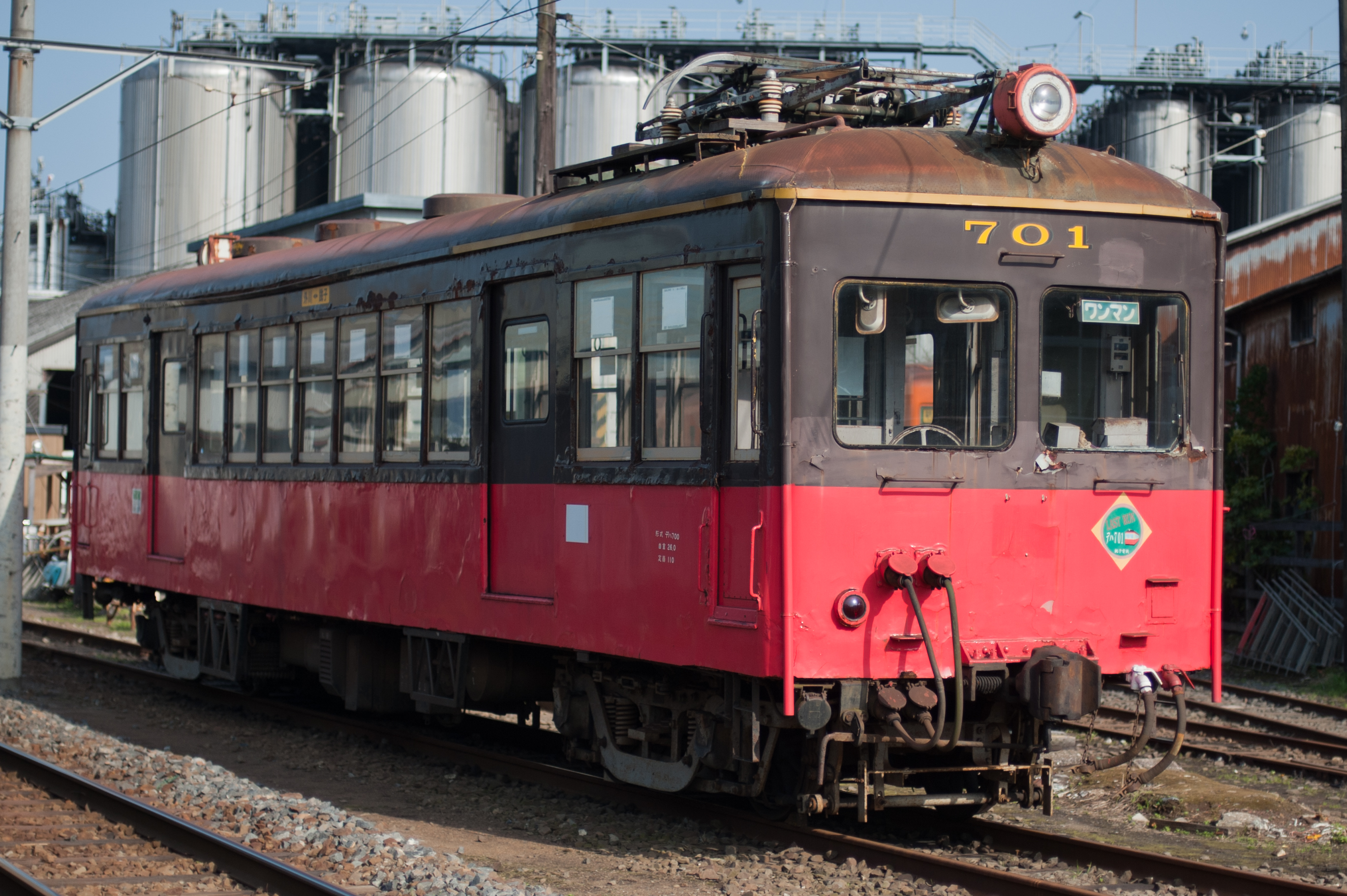
Serie 700 (2010)
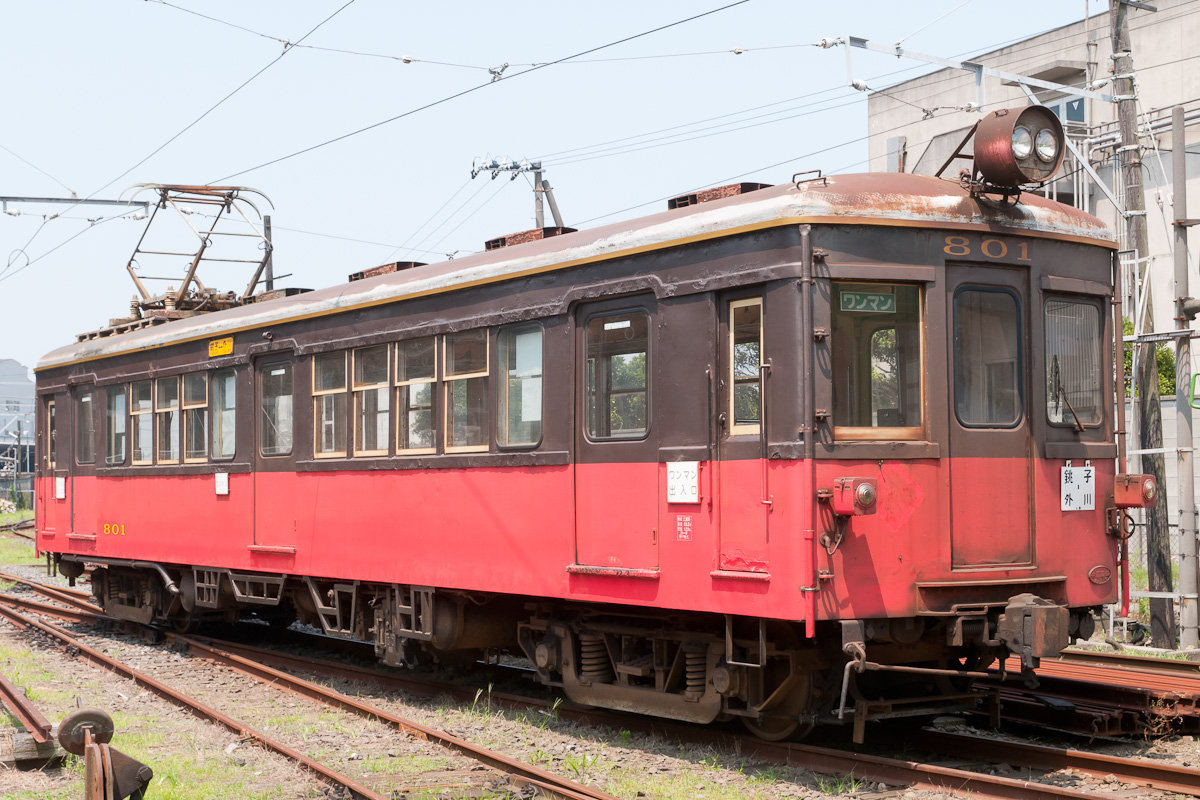
Serie 800 (2010)
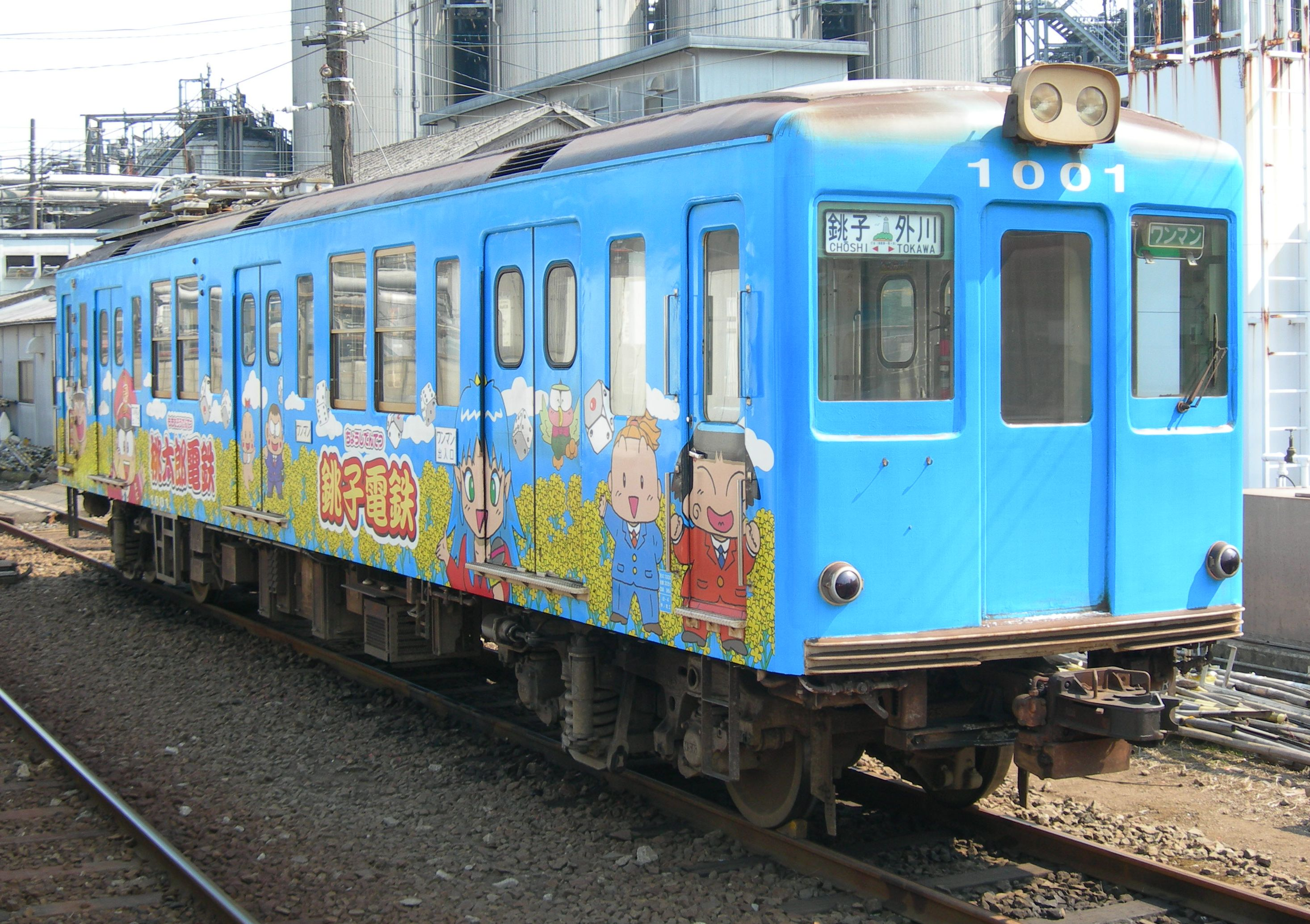
Serie 1000 (2008)
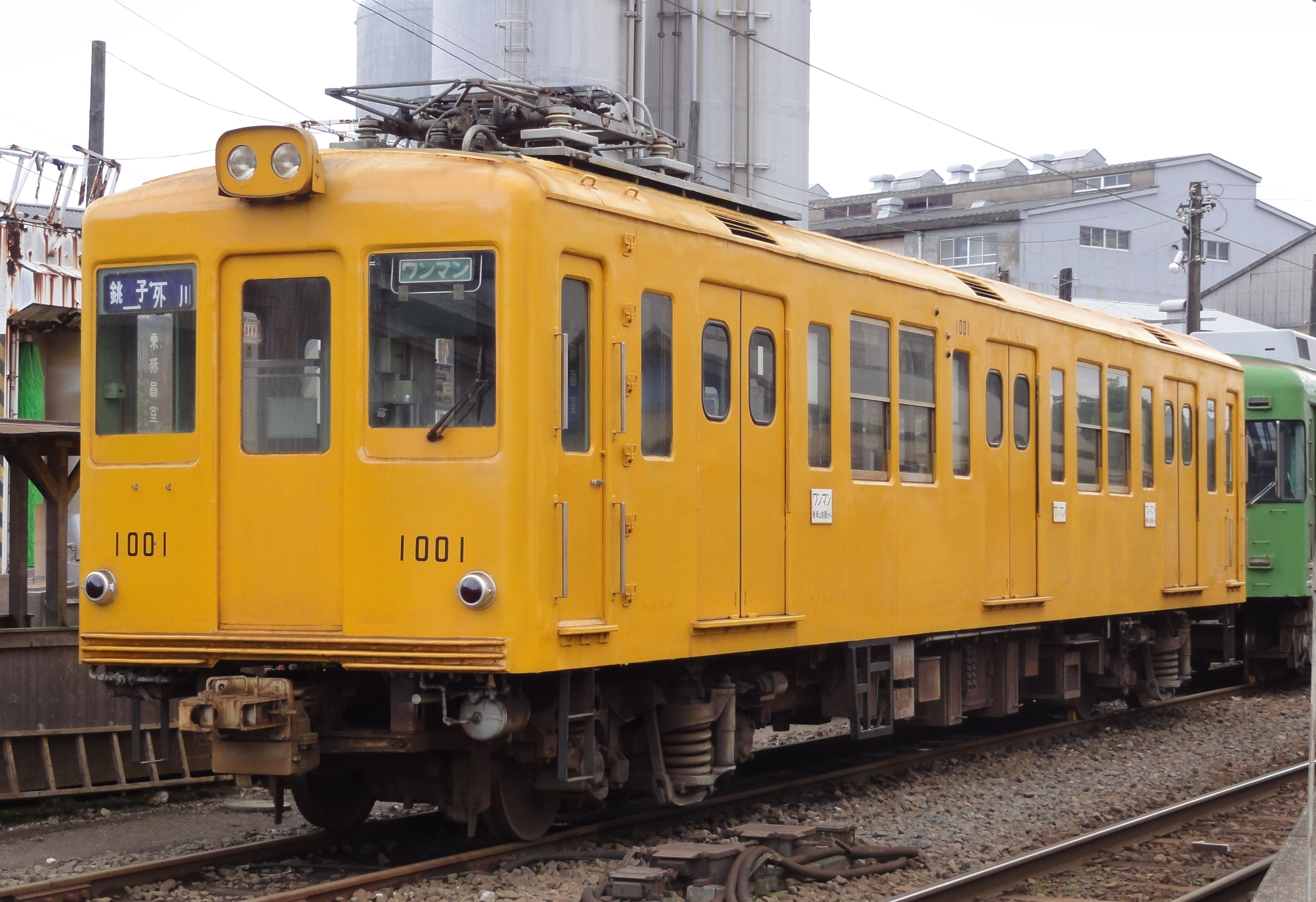
Serie 1000 (2008)

## Estaciones
| Código | Estación         | Correspondencia | Localidad |
| ------ | ---------------- | --------------- | --------- |
| CD01   | Chōshi           | ■ Línea Narita  | Chōshi    |
| CD02   | Nakanochō        |                 | Chōshi    |
| CD03   | Kanon            |                 | Chōshi    |
| CD04   | Moto-Chōshi      |                 | Chōshi    |
| CD05   | Kasagami-Kurohae |                 | Chōshi    |
| CD06   | Nishi-Ashikajima |                 | Chōshi    |
| CD07   | Ashikajima       |                 | Chōshi    |
| CD08   | Kimigahama       |                 | Chōshi    |
| CD09   | Inuboh           |                 | Chōshi    |
| CD10   | Tokawa           |                 | Chōshi    |